# Pleasantville (Comtat de Bedford)
Pleasantville és una població dels Estats Units a l'estat de Pennsilvània. Segons el cens del 2000 tenia 211 habitants.

## Demografia
Segons el cens del 2000, Pleasantville tenia 211 habitants, 83 habitatges, i 59 famílies. La densitat de població era de 1.163,8 habitants/km².
Dels 83 habitatges en un 32,5% hi vivien nens de menys de 18 anys, en un 57,8% hi vivien parelles casades, en un 8,4% dones solteres, i en un 28,9% no eren unitats familiars. En el 27,7% dels habitatges hi vivien persones soles el 10,8% de les quals corresponia a persones de 65 anys o més que vivien soles. El nombre mitjà de persones vivint en cada habitatge era de 2,54 i el nombre mitjà de persones que vivien en cada família era de 3,15.
Per edats la població es repartia de la següent manera: un 27,5% tenia menys de 18 anys, un 6,2% entre 18 i 24, un 29,9% entre 25 i 44, un 18% de 45 a 60 i un 18,5% 65 anys o més.
L'edat mediana era de 37 anys. Per cada 100 dones de 18 o més anys hi havia 91,3 homes.
La renda mediana per habitatge era de 22.917 $ i la renda mediana per família de 29.375 $. Els homes tenien una renda mediana de 26.250 $ mentre que les dones 23.125 $. La renda per capita de la població era d'11.312 $. Entorn del 15,7% de les famílies i el 17,8% de la població estaven per davall del llindar de pobresa.

## Poblacions properes
El següent diagrama mostra les poblacions més properes.